# Billy Rose
William "Billy" Rose (Nova York, 1899 - Montego Bay, 10 de fevereiro de 1966), foi um empresário, produtor teatral, jornalista, dono de nightclub e compositor estadunidense.
Fez sua fortuna numa combinação "pouco provável" de "extravagâncias, curvas femininas e mercado de ações".

## Biografia
Rose ganhou notoriedade ainda com 17 anos de idade, ao ganhar uma competição nacional de velocidade taquigráfica, e dois anos mais tarde era o estenógrafo-chefe do financista Bernard M. Baruch, que era o principal nome da indústria bélica durante a I Guerra Mundial.
Compôs canções que fizeram bastante sucesso como "That Old Gang of Mine", "Without a Song" ou "Me and My Shadow".
Em 1939 ele se casou com a nadadora artística, Eleanor Holm, de quem se separou em 1954. Ela fora a estrela do espetáculo aquático que ele montara para a Feira Mundial de Nova York daquele ano, chamado "Aquacade", que foi a principal atração e grande sucesso - ao cabo de três meses do evento ele fizera seu primeiro milhão de dólares.
Ele se casou outras quatro vezes: com Fanny Brice (1929-1938), a comediante cuja vida foi contada no musical da Broadway Funny Girl; com Doris Warner (1964-1965), filha do dono de estúdio de cinema Harry Warner, e duas vezes com a mesma mulher, Joyce Mattews (1956-1959, 1961-1963).
O célebre jornalista Earl Wilson narrou em sua coluna distribuída nacionalmente "It Happened Last Night" que no carnaval de 1961 Rose viera com Joyce para o Rio de Janeiro, integrando o grupo de astros e estrelas do show business convidados de Jorge Guinle; numa das festas um rapaz brasileiro lhe jogou um lança-perfume no rosto e ele devolveu jogando água na cara do desafeto - no dia seguinte Joyce Mattews estava com o rapaz, para a infelicidade de Rose.

## Morte
Em dezembro de 1965 ele havia se submetido a uma cirurgia cardio-vascular, em Houston, Texas; a fim de recuperar-se voou para sua casa de inverno na Jamaica, em Montego Bay; no dia 22 de dezembro ele voltou para sua casa, em Nova York, mas retornou ao calor caribenho em 8 de fevereiro de 1966 em companhia de sua irmã, Polly, esposa do produtor de cinema e escritor Alex Gottlieb, apesar de os médicos terem prescrito seis semanas de repouso; um amigo depois declarou que ele o fizera por estar se sentindo melhor.
No dia de sua chegada ele pegou um resfriado que no dia seguinte evoluíra para uma pneumonia lobar; internado no Eldmire Nursing Home, veio a falecer um dia após; a irmã cuidou do translado do corpo a Nova York, onde ocorreu o funeral.
Quando morreu deixou uma fortuna estimada, com valores da época, em 30 milhões de dólares. Ele brincava, dizendo que se a sua sorte continuasse até 1970, ficaria então um homem rico.

## Pós-morte: disputa da ex-mulher
Eleanor Holm pleiteou num processo contra o espólio de Rose em 19 de outubro de 1966 que ela fora enganada no acordo de separação, dizendo que recebera como compensação dois quadros atribuídos a Renoir que valeriam 1 milhão de dólares cada mas, depois, constatara serem falsificações que valiam somente 10 mil dólares; o juiz distrital Inzer B. Wyatt não acolheu as alegações, dizendo que ela contara com assessoria jurídica adequada quando da separação e que o acordo então celebrado o fora feito livremente.